# Bluff Heights
Bluff Heights es un área no incorporada ubicada en el condado de Los Ángeles en el estado estadounidense de California.

## Geografía
Bluff Heights se encuentra ubicada en las coordenadas 33°46′9″N 118°9′33″O / 33.76917, -118.15917.